# Coppa Italia 2018-2019 (pallanuoto maschile)
La Coppa Italia 2018-2019 di pallanuoto maschile è stata la 28ª edizione del trofeo assegnato annualmente dalla FIN.

## Prima fase
La prima fase prevede due gironi da disputarsi in sede unica tra il 21 e il 23 settembre, a cui partecipano le squadre classificate dal 3º al 12º posto del campionato 2017-18 e le due neopromosse dalla Serie A2. Le prime due classificate di ogni girone si qualificano alla fase successiva.

### Gironi
| Gruppo A                                |
| sede: Genova Stadio del Nuoto di Albaro |
| Sport Management                        |
| Posillipo                               |
| Catania                                 |
| Quinto                                  |

| Gruppo B                           |
| sede: Roma Polo Notatorio di Ostia |
| Ortigia                            |
| Roma Nuoto                         |
| Catania                            |
| Florentia                          |

| Gruppo C                            |
| sede: Bogliasco Piscina G. Vassallo |
| Canottieri Napoli                   |
| Savona                              |
| Bogliasco                           |
| Trieste                             |

### Gruppo A
|    | Classifica       | Pt | G | V | N | P | GF | GS | DR  |
| -- | ---------------- | -- | - | - | - | - | -- | -- | --- |
| 1. | Sport Management | 9  | 3 | 3 | 0 | 0 | 52 | 24 | +28 |
| 2. | Posillipo        | 6  | 3 | 2 | 0 | 1 | 30 | 31 | -1  |
| 3. | Quinto           | 3  | 3 | 1 | 0 | 2 | 29 | 42 | -13 |
| 4. | Catania          | 0  | 3 | 0 | 0 | 3 | 26 | 40 | -14 |

| Calendario e risultati |                              |         |  |
|                        |                              |         |  |
| 21-09-18               | Posillipo - Sport Management | 5 - 14  |  |
| 21-09-18               | Catania - Quinto             | 9 - 10  |  |
| 21-09-18               | Sport Management - Catania   | 19 - 10 |  |
| 21-09-18               | Quinto - Posillipo           | 10 - 14 |  |
| 22-09-18               | Posillipo - Catania          | 11 - 7  |  |
| 22-09-18               | Quinto - Sport Management    | 9 - 19  |  |

### Gruppo B
|    | Classifica | Pt | G | V | N | P | GF | GS | DR  |
| -- | ---------- | -- | - | - | - | - | -- | -- | --- |
| 1. | Ortigia    | 9  | 3 | 3 | 0 | 0 | 29 | 20 | +9  |
| 2. | Lazio      | 4  | 3 | 1 | 1 | 1 | 26 | 25 | +1  |
| 3. | Roma Nuoto | 3  | 3 | 1 | 0 | 1 | 26 | 26 | 0   |
| 4. | Florentia  | 1  | 3 | 0 | 1 | 2 | 24 | 34 | -10 |

| Calendario e risultati |         |  |  |
|                        |         |  |  |
| Lazio - Ortigia        | 6 - 8   |  |  |
| Roma - Florentia       | 12 - 7  |  |  |
| Ortigia - Roma         | 11 - 9  |  |  |
| Florentia - Lazio      | 12 - 12 |  |  |
| Florentia - Ortigia    | 5 - 10  |  |  |
| Roma - Lazio           | 5 - 8   |  |  |

### Gruppo C
|    | Classifica        | Pt | G | V | N | P | GF | GS | DR  |
| -- | ----------------- | -- | - | - | - | - | -- | -- | --- |
| 1. | Canottieri Napoli | 6  | 3 | 2 | 0 | 1 | 23 | 16 | +7  |
| 2. | Bogliasco         | 5  | 3 | 1 | 2 | 0 | 25 | 23 | +2  |
| 3. | Trieste           | 4  | 3 | 1 | 1 | 1 | 24 | 22 | +2  |
| 4. | Savona            | 1  | 3 | 0 | 1 | 2 | 13 | 24 | -11 |

| Calendario e risultati |         |  |  |
|                        |         |  |  |
| Trieste - Napoli       | 4 - 8   |  |  |
| Bogliasco - Savona     | 6 - 6   |  |  |
| Napoli - Bogliasco     | 7 - 9   |  |  |
| Savona - Trieste       | 4 - 10  |  |  |
| Savona - Napoli        | 3 - 8   |  |  |
| Bogliasco - Trieste    | 10 - 10 |  |  |

## Final Eight

### Quarti di Finale
| Arbitri: | Riccardo D'Antoni Giovanni Lo Dico |

|                                                                                                   |           |                                   |
| Di Fulvio: 5 Figari: 3 Renzuto Iodice, Ivović, Bodegas: 2 Bukić, Aicardi, Echenique, Filipović: 1 | Marcatori | 2: Di Martire 1: Mattiello, Rossi |

| Arbitri: | Stefano Pinato Gianluca Centineo |

|                                                                   |           |                                  |
| Figlioli, Muslim: 3 Presciutti, Rizzo, Nora: 2 Gallo, Vukčević: 1 | Marcatori | 2: Antonucci 1: Ferrante, Giorgi |

| Arbitri: | Riccardo Carmignani Alessandro Severo |

| |           |                                              |
| Drašović: 4 Dolce, Di Somma, Luongo: 2 Damonte, Alesiani, Fondelli, Bruni, Mirarchi, Casasola, Valentino: 1 | Marcatori | 1: Fracas, Ferrero, Ravina, Monari, Guidaldi |

| Arbitri: | Massimo Savarese Marco Ercoli |

|                                |           |                                                                             |
| Esposito: 2 Del Basso, Tkáč: 1 | Marcatori | 4: Giacoppo, Español 3: Di Luciano 2: Cassia, Farmer 1: Rotondo, Napolitano |

### Semifinale
| Arbitri: | Massimo Savarese Gianluca Centineo |

|                                                                     |           |                                              |
| Filipović: 3 Di Fulvio, Renzuto Iodice, Molina, Velotto, Aicardi: 2 | Marcatori | 3: Giacoppo 2: Farmer 1: Di Luciano, Español |

| Arbitri: | Marco Ercoli Riccardo Carmignani |

|                                                           |           |                                                      |
| Figlioli: 3 Rizzo, Muslim, Nora: 2 Presciutti, Janović: 1 | Marcatori | 5: Fondelli 1: Di Somma, Drašović, Luongo, Valentino |

### Finale 3º posto
| Arbitri: | Massimo Savarese Marco Pinato |

|                                |           |                                                                                         |
| Español: 4 Jelača: 2 Cassia: 1 | Marcatori | 3: Dolce 2: Alesiani, Drašović, Bruni 1: Damonte, Di Somma, Mirarchi, Luongo, Valentino |

### Finale
| Arbitri: | Alessandro Severo Giovanni Lo Dico |

|                                                       |           |                                |
| Di Fulvio, Ivović: 3 Bodegas: 2 Aicardi, Echenique: 1 | Marcatori | 1: Presciutti, Figlioli, Rizzo |